# Solanum beniense
Solanum beniense är en potatisväxtart som beskrevs av De Wild. Solanum beniense ingår i släktet skattor som ingår i familjen potatisväxter. Inga underarter finns listade i Catalogue of Life.